# Torallola
Torallola es un pueblo del municipio de Conca de Dalt, en el Pallars Jussá. Formaba el municipio de Toralla y Serradell, junto con los pueblos de Erinyà, Rivert, Serradell y Toralla, hasta la creación de Pallars Jussá, en 1969, municipio al que se adscribió, y que en 1994 tuvo que cambiar su nombre por el actual de Conca de Dalt.
El acceso al pueblo se hace desde San Juan de Viñafrescal, de donde arranca hacia poniente una carretera local que en unos cuatro kilómetros conduce al pueblo de Torallola, elevado en una colina desde donde hay una vista magnífica sobre los entornos, especialmente el embalse de Sant Antoni.
Como Rivert, Torallola es de los pueblos que habían llegado a la casi total despoblación, pero que en los últimos años han experimentado una cierta recuperación. En 1970 tenía catorce habitantes, que habían bajado a cuatro, de una sola familia, en 1981. En 2005 tenía 16 habitantes.

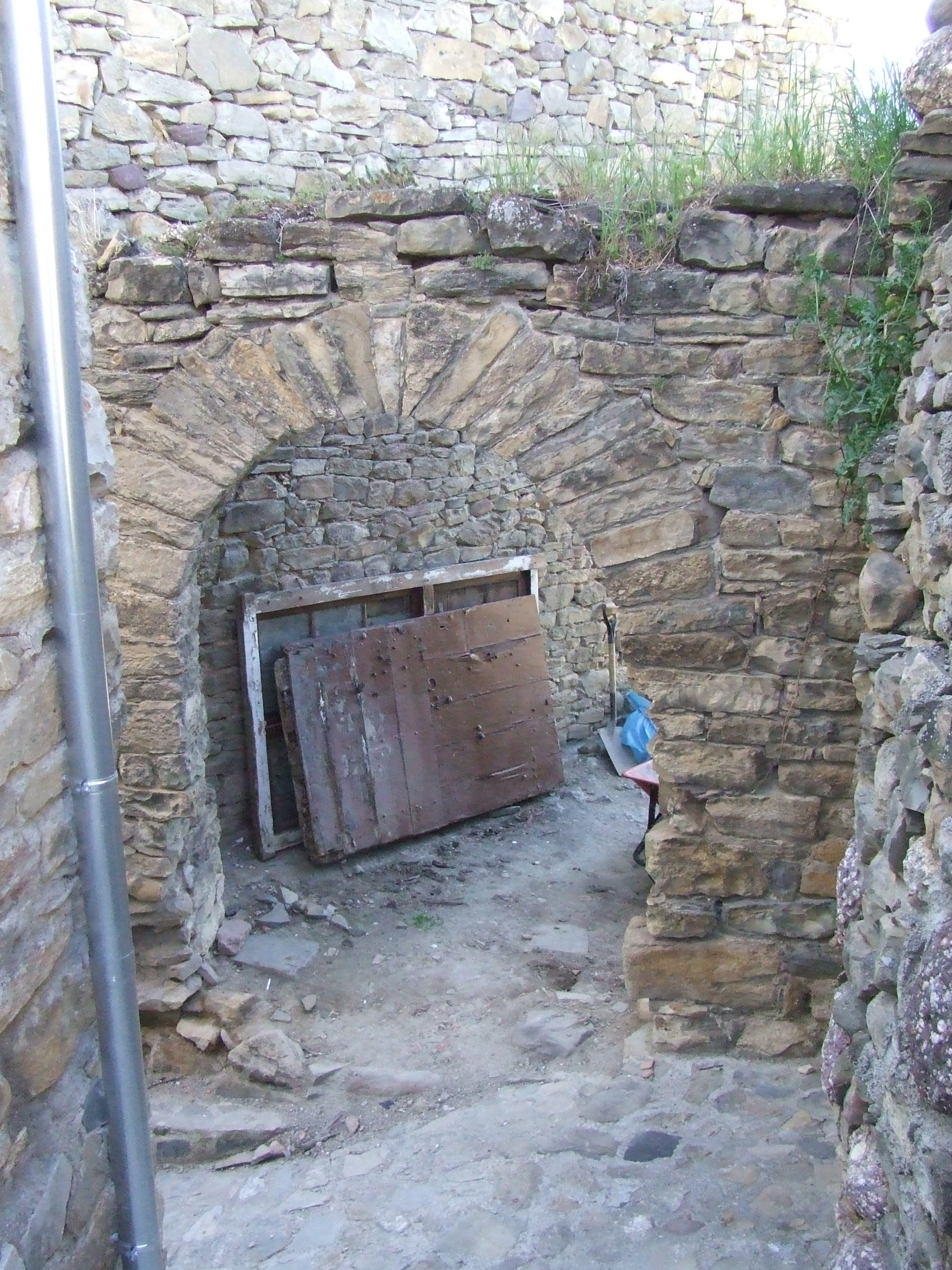
Antiguo portal de la población

Aunque algunos indicios permiten deducir una antigüedad muy notable, la mayor parte de casas han sido modernizadas, así como las calles, y han ido desapareciendo los elementos más antiguos. Cabe destacar, entre las muestras del Torallola antiguo, algún casal, que debía formar el cercado del pueblo, los restos de un portal, las ruinas de la iglesia románica y algún portal de casa de notable antigüedad.
La iglesia de Torallola, dedicada a san Martín, pertenecía a la de Santa Maria de Toralla. La iglesia actual, en uso y regida desde la Puebla de Segur es el edificio que albergaba la escuela del pueblo. El templo antiguo, San Martín, en ruinas, es una construcción románica. Además, la rectoría inmediata a la iglesia antigua, tenía otra capilla, también dedicada a san Martín.
A 1,2 kilómetros en línea recta al sudoeste de Torallola hay una ermita románica dedicada a Santa Cecilia en la misma carretera que se dirige de Torallola a San Juan de Viñafrescal.
En el Diccionario geográfico... de Pascual Madoz, de 1845, se describe Torallola (o Torrallola, se puede leer), como: 

un pueblo situado en una montaña muy ventilada y de clima sano. El pueblo tenía 12 casas, además de la masía de Solà y la capilla de santa Cecilia, a poco más de un cuarto de hora del pueblo. El terreno es en parte montañoso, y en parte plano. El primero es flojo para los cultivos, y el segundo, arcilloso y seco. Hay tres jornales de tierras de regadío, y se recoge leña de procedencia arbustiva. Se producía trigo, vino, aceite, legumbres, patatas y fruta, principalmente cerezas. Había ovejas y cabras, de ganado. De industria, un molino de aceite. Formaban la población 7 vecinos (cabezas de familia) y 33 almas (habitantes).

## Historia
Entre 1812 y 1847, Torallola tuvo ayuntamiento propio. Había sido creado a partir del despliegue de las disposiciones emanadas de la Constitución de Cádiz, y fue suprimido a raíz de las nuevas leyes municipales promulgadas a mediados del siglo XIX, que no permitieron el mantenimiento de los ayuntamientos en poblaciones de menos de 30 vecinos (entendiendo como vecino los cabezas de familia). En 1847 ya aparece agrupado con los pueblos mencionados más arriba dentro del municipio de Serradell.